# Евангелическая пятидесятническая церковь «Бразилия за Христа»
Евангелическая пятидесятническая церковь «Бразилия за Христа» (порт. Igreja Evangelica Pentecostal O Brasil Para Cristo) — христианская протестантская церковь в Бразилии. Является одной из самых крупных пятидесятнических церквей в стране, насчитывая 2 млн верующих. Название церкви на русский язык иногда переводят как «Бразилия для Христа».

## История
Церковь является независимой деноминацией, зародившейся и развивавшейся на территории Бразилии, без влияния иностранных миссионеров.

### Возникновение
У истоков движения стоял миссионер Манеэль ди Меллу (1929—1990). Меллу был родом из бедного восточного штата Пернамбуку, не имел формального образования и самостоятельно научился читать и писать. В 18 лет он перебрался в Сан-Паулу, где был обращен в пятидесятничество и сделался проповедником в Бразильских ассамблеях Бога, а затем — в церкви четырёхстороннего Евангелия. Красноречивый оратор стал известен всей стране благодаря радиопрограмме «Голос Бразилии за Христа», выходившей 34 года подряд. В 1956 году он создал независимую Вефильскую церковь Иисуса, которая вскоре стала называться Евангелическая пятидесятническая церковь. Уже в 1958 году церковь арендует муниципальный стадион Пакаэмбу, вместимостью 40 тыс. человек, и проводит первые массовые евангелизационные кампании и т. н. «служения исцеления».

### Преследование
Очень скоро церковь стала объектом преследования. Её руководитель Мануэль ди Меллу, который занимался жесткой критикой военного режима в стране, подвергался арестам 27 раз. В 1959 году местные власти, под формальным предлогом, разрушили первое молитвенное здание церкви. В это время церковь неоднократно критиковалась светскими и католическими СМИ.

### Дальнейшее распространение
В 60-е годы численность прихожан церкви растёт, в том числе благодаря гуманитарным программам среди бедного городского населения. В 1969 году церковь вступила во Всемирный совет церквей, а её лидер Меллу вошел в Центральный комитет организации. В 1979 году в центре Сан-Паулу открывается центральный храм церкви, вместимостью 10 тыс. человек, который на момент открытия был крупнейшим евангельским храмом в мире.
В 1974 году деноминация включает девиз «Бразилия за Христа» в официальное название, став Евангелической пятидесятнической церковью «Бразилия за Христа». В 1986 году Меллу оставил управление церковью и умер в 1990 году. После смерти Меллу церковь вышла из Всемирного совета церквей.

## Современное состояние
По всей стране действует более 2 тыс. общин, половина из которых имеет собственное здание. Наибольшего присутствия церковь добилась в Сан-Паулу, особенно в бедных кварталах города. Организация ведет миссионерскую работу и за пределами Бразилии — в Парагвае, Уругвае, Аргентине, Боливии, Перу, США и Португалии.

## Вероучение
Евангелическая пятидесятническая церковь «Бразилия за Христа» является христианской тринитарианской деноминацией, протестантского толка. Относится к пятидесятникам двух благословений. По вероучению и культу близка к Ассамблеям Бога. Являясь частью пятидесятнического движения, церковь верит в крещение Духом Святым и говорение на иных языках, признаёт церковные таинства — водное крещение и причастие и проповедует второе пришествие Христа.
Церковь полностью независима и не входит ни в одно пятидесятническое объединение.